# فرپورت (آیووا)
فرپورت (به انگلیسی: Fairport) یک منطقهٔ مسکونی در ایالات متحده آمریکا است که در شهرستان ماسکاتین، آیووا واقع شده‌است. فرپورت ۱۷۳٫۱۳ متر بالاتر از سطح دریا واقع شده‌است.